# یوبانگه
یوبانگه (به صربی: Ljubanje) یک منطقهٔ مسکونی در صربستان است.